# New Douglas
New Douglas is een plaats (village) in de Amerikaanse staat Illinois, en valt bestuurlijk gezien onder Madison County.

## Demografie
Bij de volkstelling in 2000 werd het aantal inwoners vastgesteld op 369. In 2006 is het aantal inwoners door het United States Census Bureau geschat op 337, een daling van 32 (-8,7%).

## Geografie
Volgens het United States Census Bureau beslaat de plaats een oppervlakte van 2,8 km², geheel bestaande uit land. New Douglas ligt op ongeveer 189 m boven zeeniveau.

## Plaatsen in de nabije omgeving
De onderstaande figuur toont nabijgelegen plaatsen in een straal van 12 km rond New Douglas.